# クレメンス9世 (ローマ教皇)
クレメンス9世（Clemens IX,1600年1月28日 - 1669年12月9日）はローマ教皇（在位：1667年 - 1669年）。本名はジュリオ・ロスピリオッシ（Giulio Rospigliosi）。

## 経歴
トスカーナの出身で、ピストイアの貴族の家系に生まれた。学識豊かな教皇であったウルバヌス8世の周囲に集まった文人のひとりである。彼はオペラの台本作者でもあり、宗教オペラの様式を創出し、初めての喜歌劇（コミック・オペラ）『苦しむものに幸いあれ』は1639年2月27日に初演されたが、その他にも、最初期のコミック・オペラの台本を何本か手がけている。
若くしてウルバヌス8世とその生家のバルベリーニ家に気に入られ、ローマ総督、教皇使節や国務長官などを歴任して、1657年に枢機卿に昇進した。教皇就任は1667年のことである。
その短い在位期間中、前代のアレクサンデル7世とは異なり、スペインとの友好関係を維持しながらフランスともある程度うまく付き合うよう心がけ、長年の悪習であったローマ教皇庁の親族登用主義の廃止に取り組み、ジャンセニスム論争にとりあえずの決着をもたらした。
アレクサンデル7世の時代に起こった教皇軍とフランス人大使を巻き込んだ騒動で、フランス国王ルイ14世（太陽王）は、ローマ教皇庁に対して謝罪を要求し、教皇軍の兵士の罪を忘れないための記念碑を建造させたが、クレメンス9世はその碑の撤去に成功した。しかし、ガリカニスムの問題や修道女への対応をめぐってフランス司教団とローマ教皇庁との間に亀裂が生じており、この問題が後に長く尾を引くことになった。ルイ14世は、このように自国の教会問題については自ら指示を出すという姿勢を変えず、ヨーロッパにおけるフランス優位の情勢もあって教皇の世俗支配は弱体化を余儀なくされた。

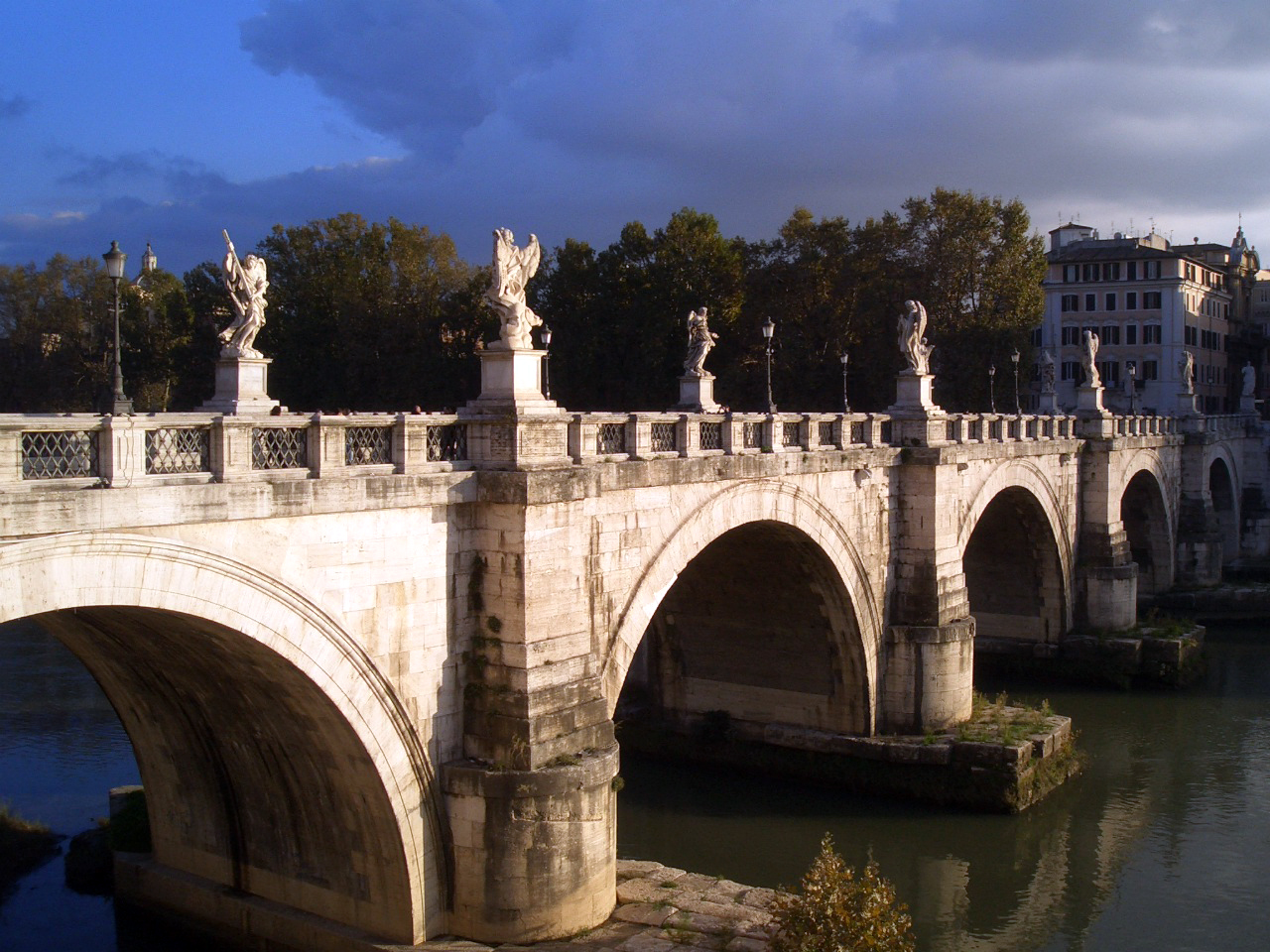
10体の天使像彫刻で装飾されたサンタンジェロ橋

エーゲ海に浮かぶ島、クレタ島（現ギリシャ共和国）におけるキリスト教勢力の最後の砦であったカンディア（現イラクリオン）は、1645年以降、オスマン帝国の攻撃にさらされていたが、カンディア防衛を担っていたヴェネツィア共和国の兵が救援を求めた際、クレメンス9世はルイ14世からの援助の獲得に失敗し、1669年9月5日、カンディアが陥落した。
文化面では、バロック芸術の大家で旧友のジャン・ロレンツォ・ベルニーニにサンタンジェロ橋の装飾を依頼しており、橋はベルニーニ自作の2体ふくむ10体の天使像の彫刻で飾られている。
クレメンス9世は、カンディア陥落後の1669年10月に脳卒中で倒れ、その年の12月9日死去した。